# Fozzy (album)
Fozzy je stejnojmenné debutové album heavy metalové hudební kapely, Fozzy. Album bylo vydáno 24. října 2000. Album bylo vydáno pod vydavatelstvím Palm Pictures a Megaforce Records.

## Informace
Většina alba obsahuje přezpívané songy od skupin jako Dio, Twisted Sister, Iron Maiden, Ozzy Osbourne a Mötley Crüe. Součástí příběhu kapely bylo, že za dobu 20 let které strávili v Japonsku po návratu do Ameriky zjistili, že mnoho slavných kapel převzalo jejich songy.
Nicméně album obsahuje dva vlastní songy kapely a to "End of Days" a "Feel the Burn".

## Vydání a úspěch
Před vydáním alba mělo vydavatelství Megaforce velké naděje pro příjem protože se předpokládalo, že si wrestlingoví fanoušci skupinu Fozzy oblíbí a koupí si album. Bohužel album komerčně selhalo a podařilo se prodat pouze 4225 kopií. Album také selhalo v žebříčku Billboard 200. Vzhledem k nízkému příjmu tohoto alba zrušili Megaforce plány na vydání alba v Evropě stejně tak jako vydání dokumentárního DVD o Fozzy a dalších vystoupení.

## Singly
1. "Feel the Burn"
2. "End of Days"

## Seznam skladeb
| Pořadí         | Název                                     | Délka |
| -------------- | ----------------------------------------- | ----- |
| 1.             | "Stand Up and Shout" (Dio cover)          | 3:39  |
| 2.             | "Eat the Rich" (Krokus cover)             | 4:05  |
| 3.             | "Stay Hungry" (Twisted Sister cover)      | 2:57  |
| 4.             | "The Prisoner" (Iron Maiden cover)        | 6:19  |
| 5.             | "Live Wire" (Mötley Crüe cover)           | 3:15  |
| 6.             | "End of Days"                             | 3:55  |
| 7.             | "Over the Mountain" (Ozzy Osbourne cover) | 4:32  |
| 8.             | "Blackout" (Scorpions cover)              | 3:39  |
| 9.             | "Feel the Burn"                           | 4:24  |
| 10.            | "Riding on the Wind" (Judas Priest cover) | 3:09  |
| Celková délka: | Celková délka:                            | 39:58 |